# Arbanitis tannerae
Espèce
Synonymes
- Misgolas tannerae Wishart, 2011

Arbanitis tannerae est une espèce d'araignées mygalomorphes de la famille des Idiopidae.

## Distribution
Cette espèce est endémique de Nouvelle-Galles du Sud en Australie. Elle se rencontre vers Jamberoo.

## Description
La carapace du mâle holotype mesure 7,37 mm de long sur 6,02 mm et l'abdomen 8,04 mm de long sur 5,49 mm et la carapace de la femelle paratype mesure 11,56 mm de long sur 8,62 mm et l'abdomen 13,46 mm de long sur 9,49 mm.

## Étymologie
Cette espèce est nommée en l'honneur de Janice Tanner.

## Publication originale
- Wishart, 2011 : Trapdoor spiders of the genus Misgolas (Mygalomorphae: Idiopidae) in the Illawarra amd south coast regions of New South Wales, Australia. Records of the Australian Museum, vol. 63, no 1, p. 33-51 (texte intégral).